# Antarcturus spinacoronatus
Antarcturus spinacoronatus là một loài chân đều trong họ Antarcturidae. Loài này được Schultz miêu tả khoa học năm 1978.